# GSC8408-310
GSC8408-310 — хімічно пекулярна зоря спектрального класу A3, що має видиму зоряну величину в смузі V приблизно 12,0.